# 金地院 (東京都港区)
金地院（こんちいん）は、東京都港区にある臨済宗南禅寺派の寺院。

## 歴史
1619年（元和2年）に開山された。以心崇伝は南禅寺の僧侶で徳川家康の政治顧問を務めていた。そのため、江戸における拠点として与えられたのが当院の由来である。以心崇伝は京都では南禅寺塔頭の金地院を居所としており、江戸での居所も「金地院」と称した。そのため、以心崇伝は別名「金地院崇伝」ともいう。
これまで当院は江戸城内に置かれていたが、以心崇伝の死後の1638年（寛永15年）に現在地に移転した。江戸時代の当院は独立性が高く、現在でいうところの「臨済宗系単立寺院」であったが、明治になり、関係の深かった南禅寺に属することになった。
1945年(昭和20年)の東京大空襲にて本堂が焼失し、1956年(昭和31年)に再建された。

## 交通アクセス
- 赤羽橋駅より徒歩5分。

## 関連
一柳直興　-　金地院を菩提寺としている。